# Tracheliidae
Tracheliida
Ordre
Famille
Les Tracheliidae sont une famille de Ciliés de la classe des Litostomatea et de l’ordre des Haptorida,,, ou bien l'unique famille de l'ordre des Tracheliida,.

## Étymologie
Le nom de la famille vient du genre type Trachelius.

## Description
En 1838, C.G.  Ehrenberg décrit ainsi le genre type et quelques espèces :
- Le Trachelius (trachèle) est un animal de la famille des Trachéliens, dont le corps est cilié de tous côtés, ayant une bouche simple sans dents, la lèvre supérieure très allongée ayant la forme d’une trompe.
- Trachelius anas (trachèle oie) a un corps cylindrique en massue, blanc, ayant une trompe épaisse, arrondie au bout, plus courte que la moitie du corps et la bouche justement à la base de la trompe.
- Trachelius anaticula (trachèle oison), a un corps petit, ovale, piriforme, blanc, aminci et diaphane sur l'extrémité antérieure.
- Trachelius lamella (trachèle lame), a un corps déprimé, laminé, linéaire-lancéolé, souvent tronqué au bout antérieur, arrondi à l’autre bout.
- Trachelius ovum (trachèle œuf), a un corps blanc, ample, ovale, largement ouvert sur l'extrémité antérieure en clochette, ayant une petite trompe en forme de bec.
- Trachelius trichophorus (trachèle ? fouet), a un corps cylindrique, variable, souvent en massue, la trompe, en forme de fouet très mince, possède un petit bouton à son extrémité.
- Trachelius vorax (trachèle vorace), a un corps ovale en massue, blanc, gonflé, ayant la trompe épaisse obtuse, plus courte que la moitié du corps et la bouche éloignée de la base de la trompe au milieu du corps.

Deux autres espèces décrites par Ehrenberg, Trachelius globulifer (trachèle globifère) et Trachelius meleagris (trachèle méléagre), ne sont plus reconnues par les classifications actuelles.

## Habitat et répartition
Ce sont des ciliés vivant en eau de mer, en eau douce ou terrestres et à répartition cosmopolite.

## Liste des genres
Selon GBIF (26 juin 2023) :
- Apodileptus Vdacný, Orsi, Bourland, Shimano, Epstein & Foissner, 2011
- Apotrachelius Vdacný, Al-Rasheid & Foissner, 2012
- Branchioecetes Kahl, 1931
- Dileptus Dujardin, 1841
- Microdileptus Vdacný & Foissner, 2012
- Monomacrocaryon Vdacný, Orsi, Bourland, Shimano, Epstein & Foissner, 2011
- Ophionecta nomen nudum par absence de description de Jankowski (1976)[7]
- Paradileptus Wenrich, 1929
- Teuthophrys Chatton & Beauchamp, 1923
- Trachelius Schrank, 1803 genre type
  - Genres synonymes : Harmodirus, Ophryocerca[7]
  - Espèce type : Trachelius ovum Schrank, 1803

## Galerie

Divers Tracheliidae
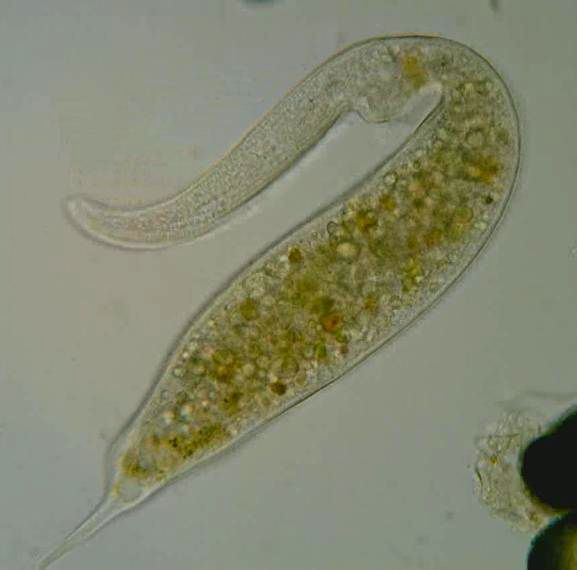
Dileptus sp. dans une mare au Québec.
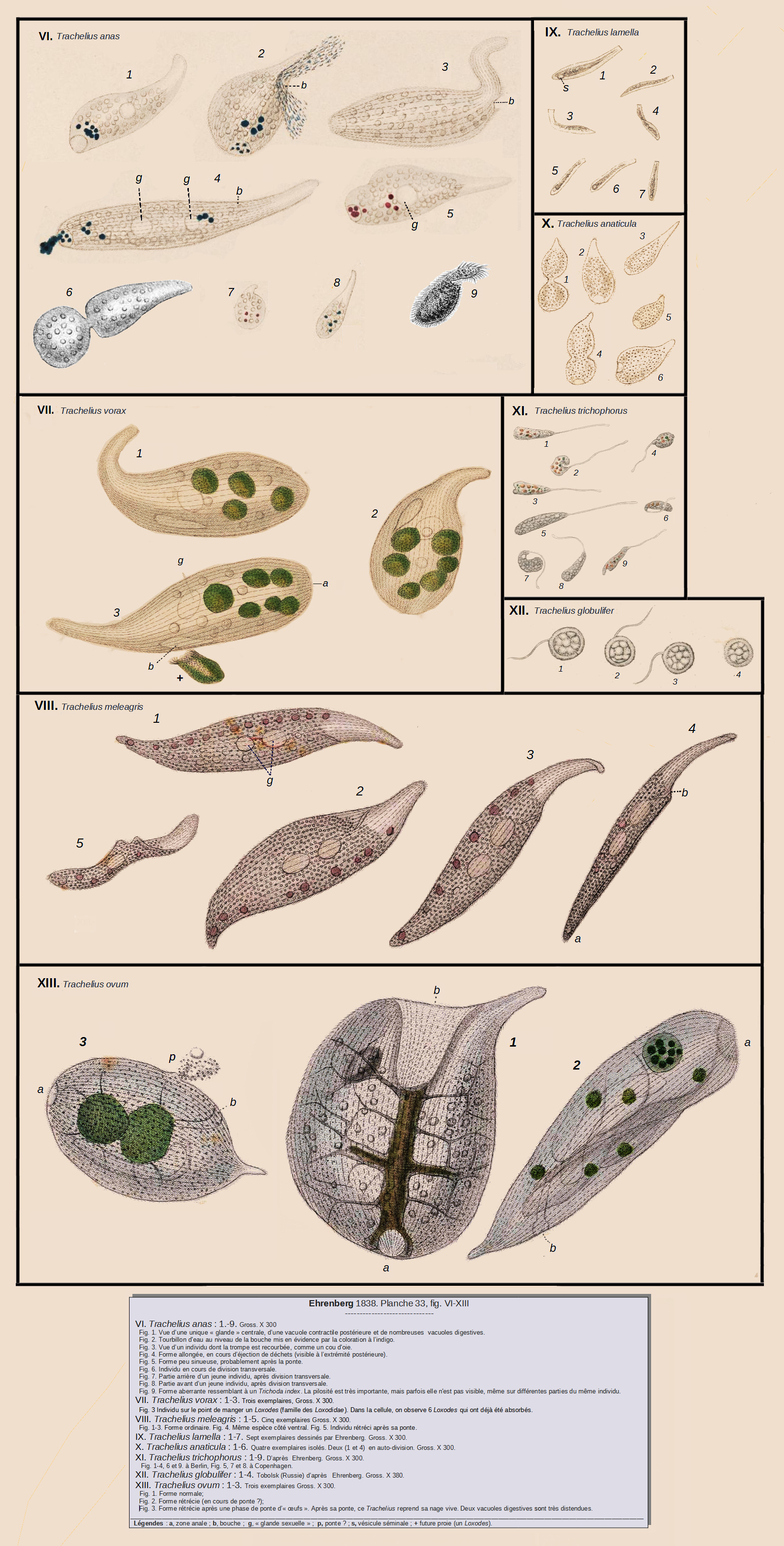
Diverses espèces de Trachelius (d'après Ehrenberg 1838)

## Systématique
Le nom valide de ce taxon est Tracheliidae Ehrenberg, 1838.

## Publication originale
- (de) Ehrenberg C.G., 1838. Die Infusionsthierchen als vollkommene Organismen (2 volumes., Leipzig).